# Iso Lammassaari (ö i Päijänne-Tavastland, Lahtis, lat 61,28, long 25,40)
Iso Lammassaari är en ö i Finland. Den ligger i sjön Päijänne och i kommunen Asikkala i den ekonomiska regionen  Lahtis ekonomiska region  och landskapet Päijänne-Tavastland, i den södra delen av landet, 130 km norr om huvudstaden Helsingfors. Öns area är 6,2 hektar och dess största längd är 350 meter i sydväst-nordöstlig riktning.